# Барекамуцюн (станція метро)
40°11′52″ пн. ш. 44°29′39″ сх. д. / 40.19778° пн. ш. 44.49417° сх. д.
Барекамуцю́н (вірм. Բարեկամություն)(«Дружба») — станція Єреванського метрополітену, на 2014 рік є кінцевою станцією і з'єднана лише зі станцією «Маршал Баграмян», хоча ведеться будівництво наступних станцій «Ачапняк» і «Назарбекян». Станція розташована в центрі Єревана, в районі Арабкі. Станція стане в майбутньому пересадною між лініями № 1 і № 2 (будуються).
Відкрита 7 березня 1981 р. у складі ділянки «Барекамутюн» — «Сасунци Давід».
Вестибюлі — вихід у місто на вулиці Кіевян (Київська), Каленца і проспекту Комітаса.
Колійний розвиток — 5 стрілочних переводів, перехресний з'їзд, 2 станційні колії для обігу і відстою рухомого складу і 1 колія для відстою рухомого складу.
Конструкція станції —  колонна трисклепінна глибокого закладення. Похилий хід має тристрічковий ескалатор.

## Оздоблення
Колони, що оздоблені білим мармуром тримають склепінні стелі, місця їх з'єднання прикрашені декоративним карбуванням на всій довжині станції, на ній же знаходяться світильники люмінесцентних ламп. У поперечному розрізі колони мають форму, близьку до хрестоподібної. Колійні стіни станції оздоблені сірим мармуром.
У протилежному виходу торці середнього залу встановлено красиве панно «Дружба»: сидять дві дівчини в національних нарядах і простягають один одному: росіянка — хліб-сіль, вірменка — грона винограду і фрукти. За допомогою світла панно візуально відділено від основної частини станції. Крім того, звертає на себе увагу оригінальне рішення підземного пішохідного переходу, в центрі якого розташована кав'ярня.